# Plataforma continental de los Estados Unidos

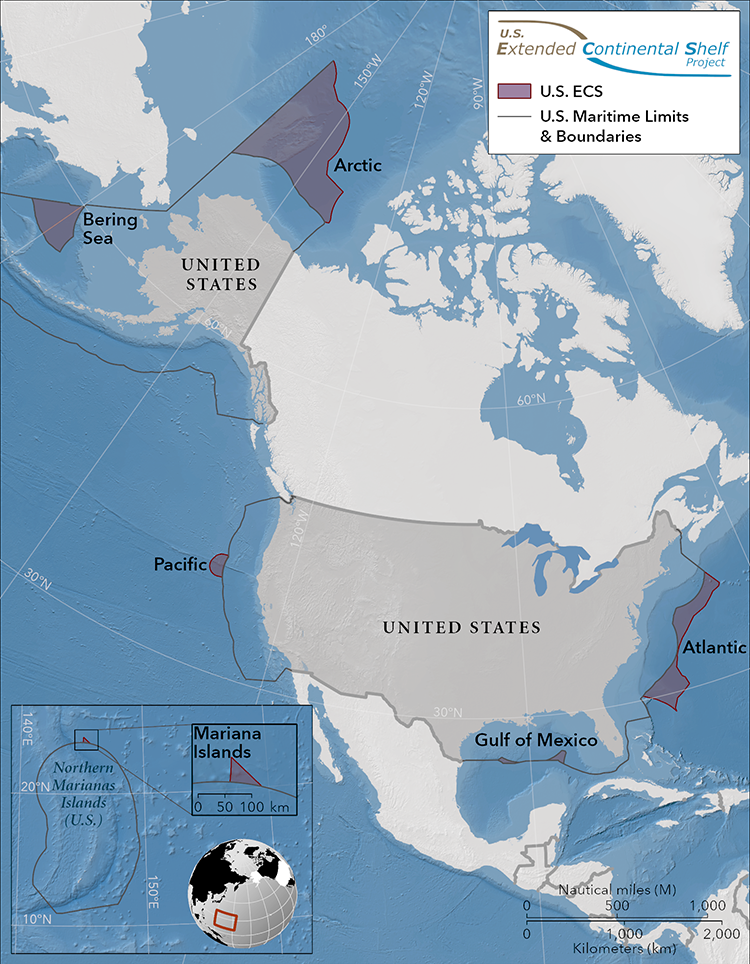
Diagrama de la nueva reclamación de la Plataforma Continental Extendida y las reclamaciones existentes de plataformas continentales de los Estados Unidos.

La plataforma continental de los Estados Unidos comprende la suma de las plataformas continentales adyacentes a los Estados Unidos. En geología marina, se define como el lecho marino elevado cerca de las costas estadounidenses; en el ámbito político, es el área reclamada por los Estados Unidos como soberana, de acuerdo con la Convención de las Naciones Unidas sobre el Derecho del Mar.

## Geopolítica
La plataforma continental de los Estados Unidos es el límite de la soberanía estadounidense más allá de su frontera terrestre. Según el principio de que "el Estado ribereño ejerce derechos soberanos sobre la plataforma continental", esta área constituye el mar territorial y la zona económica exclusiva de los Estados Unidos y, como tal, es reclamada por el país. Además Estados Unidos reclama una plataforma continental extendida, la cual cae bajo una categoría diferente.
El lecho marino reclamado por los Estados Unidos se define como plataforma continental gracias a una combinación de criterios especificados en el artículo 76 de la Convención de las Naciones Unidas. Entre estos criterios, destacan los párrafos 4(b), 5 y 7 del artículo 76, según un informe publicado en 2023. Todas las nuevas reclamaciones estadounidenses se basan en estos criterios, junto con las reclamaciones previas. Los Estados Unidos afirman haber cartografiado estas regiones desde 2003 para determinar la validez de las reclamaciones. Los datos recopilados en estas encuestas están disponibles públicamente en el sitio web del Departamento de Estado.

### Disputas y superposiciones
Si bien algunas fronteras reclamadas por los Estados Unidos se basan en tratados existentes, como los firmados con México y Rusia, muchas de las nuevas reclamaciones se superponen con las de otros países.
En las regiones del Ártico, el Atlántico y las Islas Marianas, las nuevas reclamaciones estadounidenses se superponen con las de las Bahamas, Canadá y Japón. En el Ártico y el Atlántico, tanto Bahamas como Canadá han manifestado disposición para negociar límites tras la publicación del informe de 2023. Sin embargo, la disputa marítima entre Estados Unidos y Japón cerca de las Islas Marianas persiste desde un informe de 1993, y Japón no ha mostrado disposición para negociar o aceptar propuestas de los EE. UU. según el informe de 2023.

## Geología marina
La plataforma continental de los Estados Unidos es una de las mayores muestras de geología marina del mundo, con miles de millas de terrenos submarinos formando diversas plataformas. Cada plataforma presenta características distintas, desde las extensas plataformas elevadas de Alaska, hasta las cortas plataformas de la costa del Pacífico. Los datos batimétricos recopilados por los Estados Unidos revelan las peculiaridades de estas plataformas.

### Alaska

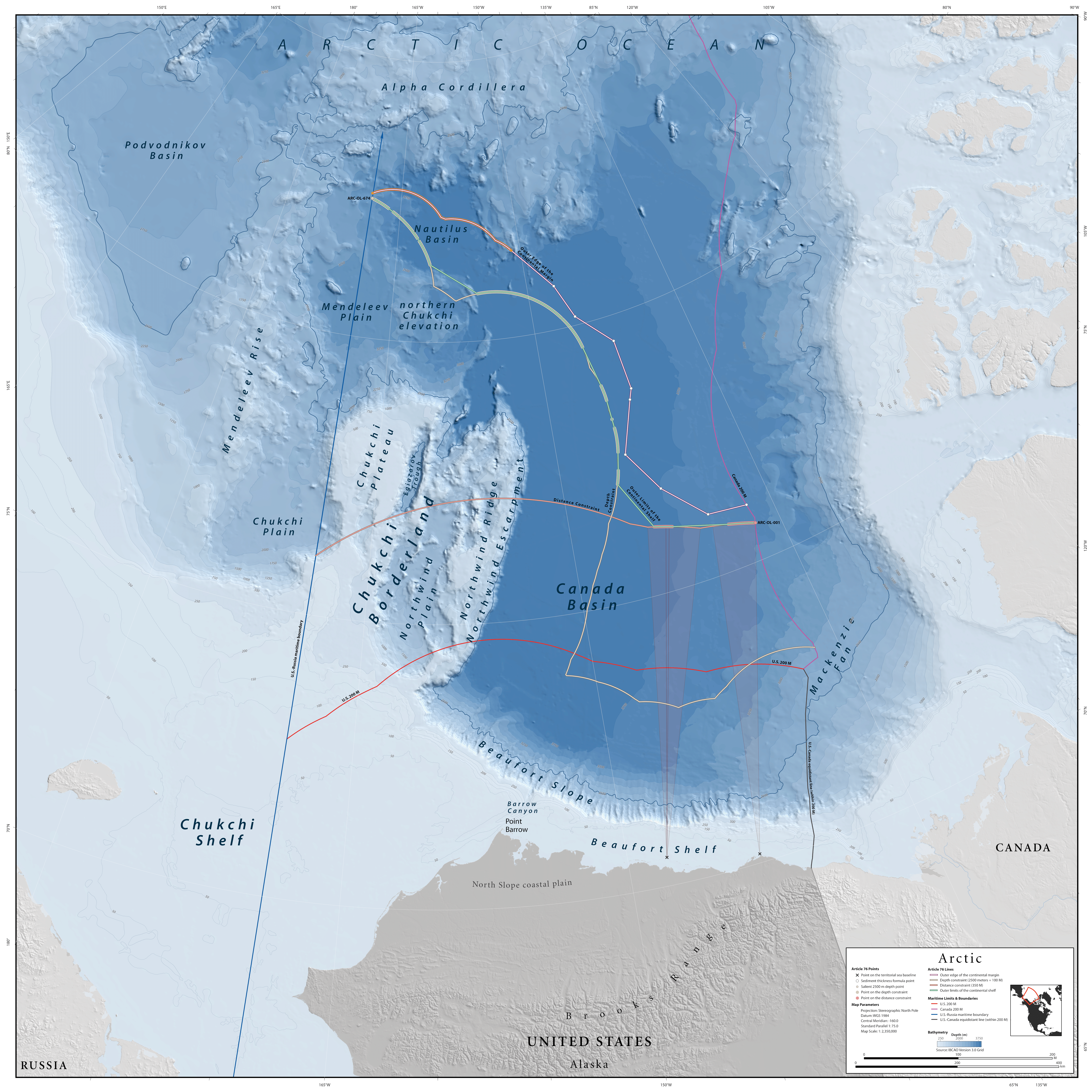
Mapa detallado de la plataforma continental en el norte de Alaska, incluyendo reclamaciones extendidas de los EE. UU.

Alaska cuenta con algunas de las plataformas continentales más prominentes del mundo, que se extienden más de 400 millas náuticas desde el extremo norte, cerca de Utqiagvik. Con una profundidad menor a los 200 metros, la plataforma de Chukchi es la principal en el Ártico y está apenas cubierta por el Océano Ártico. Esta plataforma ha sido estudiada intensamente por sus recursos minerales, especialmente petróleo crudo. Según un informe de BP de 2006, más de 10 mil millones de barriles de petróleo se habían producido desde la plataforma, principalmente del campo petrolífero de bahía Prudhoe.